# Полиция на Люксембург
Полицията на Люксембург (на френски: Police Grand-Ducale) е основният законоподдържащ орган в Великото херцогство Люксембург.
Полицията е част от министерството на правосъдието на Люксембург и е под пряката власт на Великия херцог на Люксембург. Тя същетвува в сегашния си вид от 1 януари 2000, когато жандармерията е слята с полицията.
Полицията се грижи за обществената безопасност в херцогството, поддържането на обществения ред и контролира изпълнениято на указите на Великия херцог. Също така участва по указ на херцога в някои операции на въоръжените сили.